# Coumatta
Coumatta är en bergstopp i Schweiz. Den ligger i distriktet Riviera-Pays-d'Enhaut och kantonen Vaud, i den sydvästra delen av landet, 60 km söder om huvudstaden Bern. Toppen på Coumatta är 2 048 meter över havet.